# Toronto International Film Festival 2023
Das 48. Toronto International Film Festival fand von 7. bis 17. September 2023 statt. Wie in früheren Jahren erfolgten Vorstellungen in der TIFF Bell Lightbox, in der Roy Thomson Hall, im Princess of Wales Theatre, im Scotiabank Theatre und wie im Vorjahr auch im Royal Alexandra Theatre. Chief Programming Officer war Anita Lee. Der jahrelange Sponsor Bell, der das Festival jährlich mit mehreren Millionen Dollar unterstützt hatte, war 2023 weggefallen. Weiterhin wird das Toronto International Film Festival von Cineplex, Bulgari und Visa unterstützt.
Ende Juni 2023 wurde bekanntgegeben, dass Next Goal Wins von Taika Waititi zu den Filmen gehört, die beim Toronto International Film Festival gezeigt werden. Anfang Juli 2023 wurde die Premiere von Ladj Lys Filmdrama Les Indésirables angekündigt und Mitte Juli 2023 das Filmdrama Seven Veils von Atom Egoyan. Die Filme, die im Rahmen der Gala und der Special Presentations gezeigt wurden, wurden am 24. Juli 2023 bekannt. Ende Juli 2023 wurde mit dem japanischen Animationsfilm Der Junge und der Reiher von Hayao Miyazaki der Eröffnungsfilm bekanntgegeben. Der Dokumentarfilm Sly von Thom Zimny über das Leben und die Karriere von Sylvester Stallone wurde als Abschlussfilm ausgewählt. Die Filme, die in der Sektion Centerpiece, zuvor Contemporary World Cinema genannt, gezeigt wurden, wurden am 10. August 2023 bekanntgegeben.
Die Festivalorganisatoren räumten ein, dass sich der Mitte Juli 2023 begonnene Streik der Schauspieler- und Filmschaffenden-Gewerkschaft SAG-AFTRA auf das Festival auswirken könnte, da dieser insbesondere Schauspieler an einer Teilnahme hindert. Beteiligte von Nicht-US-Produktionen wie Egoyans Seven Veils wurden jedoch nicht daran gehindert, den Premieren beizuwohnen.

## Programm

### Gala Presentations
- Concrete Utopia (콘크리트 유토피아) – Um Tae-hwa
- Dumb Money – Schnelles Geld (Dumb Money) – Craig Gillespie
- The End We Start From – Mahalia Belo
- Fair Play – Chloe Domont
- Finestkind – Brian Helgeland
- Flora and Son – John Carney
- Hate to Love: Nickelback – Leigh Brooks
- Der Junge und der Reiher (君たちはどう生きるか) – Hayao Miyazaki (Eröffnungsfilm)
- Die Fotografin – Ellen Kuras
- Lil Nas X: Long Live Montero – Carlos López Estrada und Zac Manuel
- The Movie Emperor – Hong Tan Xian Sheng und Ning Hao
- The New Boy – Warwick Thornton
- Next Goal Wins – Taika Waititi
- A Normal Family – Hur Jin-ho
- Nyad – Elizabeth Chai Vasarhelyi und Jimmy Chin
- Origin – Ava DuVernay
- The Royal Hotel – Kitty Green
- Sly – Thom Zimny
- Smugglers – Ryoo Seung-wan
- Solo – Sophie Dupuis
- Swan Song – Chelsea McMullan
- Thank You For Coming – Karan Boolani

### Special Presentations
- Amerikanische Fiktion (American Fiction) – Cord Jefferson
- Anatomie eines Falls (Anatomie d’une chute) – Justine Triet
- The Beast (The Beast) – Bertrand Bonello
- Die Bologna-Entführung – Geraubt im Namen des Papstes (Rapito) – Marco Bellocchio
- La chimera – Alice Rohrwacher
- Close to You – Dominic Savage
- La Contadora de Películas (The Movie Teller) – Lone Scherfig
- The Convert – Lee Tamahori
- The Critic – Anand Tucker
- Daddio – Christy Hall
- The Dead Don’t Hurt – Viggo Mortensen
- A Difficult Year (Une année difficile) – Éric Toledano und Olivier Nakache
- Evil Does Not Exist – Ryūsuke Hamaguchi
- Ezra – Eine Familiengeschichte (Ezra) – Tony Goldwyn
- Fingernails – Christos Nikou
- Les filles d’Olfa (Four Daughters) – Kaouther Ben Hania
- Das Flüstern der Felder (Chłopi) – Dorota Kobiela und Hugh Welchman
- His Three Daughters – Azazel Jacobs
- Hit Man – Richard Linklater
- The Holdovers – Alexander Payne
- Im letzten Sommer (L’été dernier / Last Summer) – Catherine Breillat
- In Restless Dreams: The Music of Paul Simon – Alex Gibney
- Les Indésirables – Ladj Ly
- Les Jours heureux (Days of Happiness) – Chloé Robichaud
- A Killer’s Memory (Knox Goes Away) – Michael Keaton
- King’s Land (The Promised Land / Bastarden) – Nikolaj Arcel
- Kleine schmutzige Briefe (Wicked Little Letters) – Thea Sharrock
- Krieg der Bestatter (The Burial) – Maggie Betts
- Memory – Michel Franco
- Die Unschuld (Kaibutsu) – Hirokazu Koreeda
- Mother Couch – Niclas Larsson
- North Star – Kristin Scott Thomas
- One Life – James Hawes
- Pain Hustlers – David Yates
- Poolman – Chris Pine
- Quiz Lady – Jessica Yu
- El Rapto (The Rescue) – Daniela Goggi
- Reptile – Grant Singer
- Ru – Charles-Olivier Michaud
- Rustin – George C. Wolfe
- El Sabor de la Navidad – Alejandro Lozano
- Seven Veils – Atom Egoyan
- Shoshana – Michael Winterbottom
- Sing Sing – Greg Kwedar
- Stop Making Sense – Jonathan Demme
- Together 99 – Lukas Moodysson
- Unicorns – Sally El Hosaini und James Krishna Floyd
- Uproar – Paul Middleditch und Hamish Bennett
- Wildcat – Ethan Hawke
- Woman of the Hour – Anna Kendrick
- The Zone of Interest – Jonathan Glazer

### Centerpiece
- 100 Yards (门前宝地) – Xu Haofeng und Xu Junfeng
- A Cielo Abierto (Upon Open Sky) – Mariana und Santiago Arriaga
- Banel & Adama (Banel e Adama) – Ramata-Toulaye Sy
- The Breaking Ice – Anthony Chen
- Cerrar los ojos (Close Your Eyes) – Víctor Erice
- Chuck Chuck Baby – Janis Pugh
- City of Wind (сэр сэр салхи) – Lkhagvadulam Purev-Ochir
- Death of a Whistleblower – Ian Gabriel
- Die Missetäter (Los delincuentes) – Rodrigo Moreno
- Fallende Blätter (Fallen Leaves / Kuolleet lehdet) – Aki Kaurismäki
- The Feeling That The Time For Doing Something Has Passed – Joanna Arnow
- Feinfühlige Vampirin sucht lebensmüdes Opfer (Humanist Vampire Seeking Consenting Suicidal Person / Vampire humaniste cherche suicidaire consentant) – Ariane Louis-Seize
- Fitting In – Molly McGlynn
- Green Border (Zielona granica) – Agnieszka Holland
- A Happy Day – Hisham Zaman
- Hey, Viktor! – Cody Lightning
- Holiday – Edoardo Gabbriellini
- I Do Not Come To You By Chance – Ishaya Bako
- In Flames – Zarrar Kahn
- Inshallah a Boy (Inshallah Walad) – Amjad Al Rasheed
- Irenas Geheimnis (Irena’s Vow / Przysięga Ireny) – Louise Archambault
- Je’vida – Katja Gauriloff
- Kanaval – Henri Pardo
- Kuru Otlar Üstüne (About Dry Grasses) – Nuri Bilge Ceylan
- Das Lehrerzimmer (The Teachers’ Lounge) – İlker Çatak
- Limbo – Ivan Sen
- Lost Ladies (Laapataa Ladies) – Kiran Rao
- The Monk and the Gun – Pawo Choyning Dorji
- Mountains – Monica Sorelle
- National Anthem – Luke Gilford
- The Nature of Love (Simple Comme Sylvain) – Monia Chokri
- Pedágio (Toll) – Carolina Markowicz
- Perfect Days – Wim Wenders
- A Road to A Village (गाउ आएको बाटो) – Nabin Subba
- Robot Dreams – Pablo Berger
- The Settlers (Los Colonos) – Felipe Gálvez Haberle
- Shadow of Fire – Shin’ya Tsukamoto
- Son Hasat (The Reeds) – Cemil Ağacıkoğlu
- Shayda – Noora Niasari
- Sira – Apolline Traoré
- Snow Leopard (Xue Bao) – Pema Tseden
- Sweet Dreams – Ena Sendijarević
- They Shot the Piano Player (Dispararon Al Pianista) – Fernando Trueba und Javier Mariscal
- El Viento Que Arrasa (A Ravaging Wind) – Paula Hernández
- Wald (Woodland) – Elisabeth Scharang
- We Grown Now – Minhal Baig
- Your Mother’s Son (Anak Ka Ng Ina Mo) – Jun Robles Lana

### Platform
- Dear Jassi – Tarsem Singh
- Dream Scenario – Kristoffer Borgli
- Great Absence – Kei Chika-ura
- I Told you So (Te l’avevo detto) – Ginevra Elkann
- The King Tide – Christian Sparkes
- Not a Word (Kein Wort) – Hanna Slak
- The Rye Horn (O Corno) – Jaione Camborda
- Sisterhood (HLM Pusyy) – Nor El Hourch
- Shame on Dry Land (Syndabocken) – Axel Petersén
- Spirit of Ecstasy (La Vénus d’argent) – Héléna Klotz

### Discovery
- Achilles – Farhad Delaram
- After the Fire – Mehdi Fikri
- Andragogy – Wregas Bhanuteja
- Arthur&Diana – Sara Summa
- Backspot – D.W. Waterson
- Eallugierdi (The Tundra Within Me) – Sara Margrethe Oskal
- Einvera (Solitude) – Ninna Pálmadóttir
- An Endless Sunday – Alain Parroni
- Frybread Face and Me – Billy Luther
- Gonzo Girl – Patricia Arquette
- Hajjan – Abu Bakr Shawky
- How to Have Sex – Molly Manning Walker
- I Don’t Know Who You Are – M.H. Murray
- Mandoob – Ali Kalthami
- Mimang – Kim Taeyang
- The Queen of My Dreams – Fawzia Mirza
- Seagrass – Meredith Hama-Brown
- Sthal (A Match) – Jayant Digambar Somalkar
- La Suprema – Felipe Holguín Caro
- Tautuktavuk (What We See) – Carol Kunnuk, Lucy Tulugarjuk
- The Teacher – Farah Nabulsi
- Valentina o la serenidad (Valentina or the Serenity) – Ángeles Cruz
- Wild Woman – Alán González
- Without Air – Katalin Moldovai
- Die Witwe Clicquot (Widow Clicquot) – Thomas Napper
- Yellow Bus – Wendy Bednarz

### Wavelengths
- Bouquets 31–40 – Rose Lowder
- Chantal Akerman: Her First Look Behind the Camera – Chantal Akerman
- The Daughters of Fire As Filhas do Fogo – Pedro Costa
- Do Not Expect Too Much from the End of the World Nu astepta prea mult de la sfârsitul lumii – Radu Jude
- Film Sculpture (1–4) – Philipp Fleischmann
- He Thought He Died – Isiah Medina
- Here – Bas Devos
- The Human Surge 3 El Auge del Humano 3 – Eduardo Williams
- Inside the Yellow Cocoon Shell – Bên trong vỏ kén vàng – Phạm Thiên Ân
- It follows It passes – Erica Sheu
- Laberint Sequences – Blake Williams
- Let’s Talk – Simon Liu
- Light, Noise, Smoke, and Light, Noise, Smoke – Tomonari Nishikawa
- Mademoiselle Kenopsia – Denis Côté
- Mambar Pierrette – Rosine Mbakam
- Mast-del – Maryam Tafakory
- Music – Angela Schanelec
- Nowhere Near – Miko Revereza
- NYC (RGB) – Viktoria Schmid
- Orlando, meine politische Biographie (Orlando, ma biographie politique / Orlando, My Political Biography) – Paul B. Preciado
- Pictures of Ghosts (Retratos Fantasmas) – Kleber Mendonça Filho
- Quiet As It’s Kept – Ja’Tovia Gary
- Shrooms – Jorge Jácome
- Slow Shift – Shambhavi Kaul
- Sundown – Steve Reinke
- Trailer of the Film That Will Never Exist: Phony Wars (Film annonce du film qui n’existera jamais: Drôles de guerres) – Jean-Luc Godard
- We Don’t Talk Like We Used To – Joshua Gen Solondz
- Youth (auch Spring, 青春) – Wang Bing

### Midnight Madness
- Aggro Drift – Harmony Korine
- Boy Kills World – Moritz Mohr
- Dicks: The Musical – Larry Charles
- Hell of a Summer – Finn Wolfhard und Billy Bryk
- Kill – Nikhil Nagesh Bhat
- Naga – Meshal Aljaser
- Riddle of Fire – Weston Razooli
- Sleep (잠) – Jason Yu
- When Evil Lurks – Demián Rugna
- Working Class Goes to Hell – Mladen Đorđević

### TIFF Docs
- Bye Bye Tiberias – Lina Soualem
- The Contestant – Clair Titley
- Copa 71 – Rachel Ramsay und James Erskine (Eröffnungsfilm)
- Defiant – Karim Amer
- Flipside – Chris Wilcha
- God is a Woman – Andrés Peyrot
- Homecoming – Suvi West und Anssi Kömi
- I am Sirat – Deepa Mehta und Sirat Taneja
- In the Rearview – Maciek Hamela
- Menus-Plaisirs Les Troisgros – Frederick Wiseman
- The Mother of All Lies – Asmae El Moudir
- Mountain Queen: The Summits of Lhakpa Sherpa – Lucy Walker
- Mr. Dressup: The Magic of Make-Believe – Robert McCallum
- The Pigeon Tunnel – Errol Morris
- Silver Dollar Road – Raoul Peck
- Songs of Earth – Margreth Olin
- Sorry/Not Sorry – Caroline Suh und Cara Mones
- Stamped From the Beginning – Roger Ross Williams
- Summer Qamp – Jen Markowitz
- Viva Varda! – Pierre-Henri Gibert
- Walls – Kasia Smutniak
- The World is Family – Anand Patwardhan

### Primetime
In der Sektion Primetime wurden neue Fernsehserien oder neue Folgen daraus vorgestellt.
- Alice & Jack – Victor Levin, Juho Kuosmanen und Hong Khaou
- All the Light We Cannot See – Shawn Levy und Steven Knight
- Bad Boy – Ron Leshem, Hagar Ben-Asher, Daniel Chen, Roee Florentin, Moshe Malka, Amit Cohen und Daniel Amsel
- Bargain – Byun Seung-min und Jeon Woo-sung
- Black Life: Untold Stories – Leslie Norville
- Bria Mack Gets A Life – Sasha Leigh Henry
- Estonia – Miikko Oikkonen
- Expats – Lulu Wang
- Telling Our Story – Kim O’Bomsawin

## Auszeichnungen
- People’s Choice Award: Amerikanische Fiktion von Cord Jefferson
- People’s Choice Award first runner-up: The Holdovers von Alexander Payne
- People’s Choice Award second runner-up: Der Junge und der Reiher von Hayao Miyazaki
- The People’s Choice Documentary Award: Mr. Dressup: The Magic of Make-Believe von Robert McCallum
- The People’s Choice Documentary Award first runner-up: Summer Qamp von Jen Markowitz
- The People’s Choice Documentary Award second runner-up: Mountain Queen: The Summits of Lhakpa Sherpa von Lucy Walker
- Publikumspreis in der Sektion Midnight Madness: Dicks: The Musical von Larry Charles
- Publikumspreis in der Sektion Midnight Madness first runner-up:  KILL von Nikhil Nagesh Bhat
- Publikumspreis in der Sektion Midnight Madness second runner-up: Hell of a Summer von Finn Wolfhard und Billy Bryk
- Best Canadian Short Film: Motherland von Jasmin Mozaffari
- Best International Short Film: Electra von Daria Kashcheeva
- NETPAC Award: Sthal (A Match) von Jayant Digambar Somalkar
- NETPAC Award, Honorable Mention: Mimang von Kim Taeyang
- Changemaker Award: We Grown Now von Minhal Baig
- Best Canadian Feature Film: Solo von Sophie Dupuis
- Best Canadian Feature Film, Honorable Mention: Kanaval von Henri Pardo
- Amplify Voices, Best Film: Kanaval von Henri Pardo
- Amplify Voices, Best First Film: Tautuktavuk (What We See) von Carol Kunnuk und Lucy Tulugarjuk
- Platform Prize: Dear Jassi von Tarsem Singh
- FIPRESCI-Preis: Seagrass von Meredith Hama-Brown
- Tribute Performer Award: Colman Domingo[12]
- Tribute Performer Award: Vicky Krieps[13]
- Variety Artisan Award: Łukasz Żal[14]
- Emerging Talent Award: Carolina Markowicz[14]
- Special Tribute Award: Andy Lau[14]